# Jackie Milburn
John Edward Thompson „Jackie“ Milburn (* 11. Mai 1924 in Ashington; † 9. Oktober 1988 ebenda) war ein englischer Fußballspieler und -trainer. Von seinen Anhängern wurde der bei Newcastle United und in der englischen Nationalmannschaft erfolgreiche Milburn „Wor Jackie“, „Jackie Mellbairn“ und in Anspielung auf seine weltweite Berühmtheit „The First World Wor“ genannt, wobei der Begriff „Wor“ aus dem Dialekt der Geordie mit „Our“, also in die deutsche Sprache mit „Unser“ übersetzt werden kann.

## Sportlicher Werdegang
Geboren in der Bergarbeiterstadt Ashington im County Northumberland, 25 Kilometer von Newcastle upon Tyne entfernt, arbeitete Milburn während des Zweiten Weltkrieges als „Kumpel“ in Vollbeschäftigung und blieb aus diesem Grund zunächst in seiner Heimat.
Im Jahre 1943 unterschrieb er dann bei Newcastle United einen Vertrag, nachdem er auf eine Annonce des Vereins reagiert hatte, in der der Klub potentielle Neuzugänge zu einem Probetraining einlud. Er erschien am St. James’ Park mit geliehenen Fußballschuhen, die er in braunes Papier eingepackt hatte, hinterließ aber sofort einen guten Eindruck und wurde zu einem letzten Testspiel eingeladen. Nachdem Milburns Mannschaft zur Halbzeit mit 0:3 zurückgelegen hatte, spielte er fortan als Mittelstürmer, schoss noch sechs Tore und gewann mit seinem Team mit 9:3. Obwohl der Zweite Weltkrieg immer noch wütete und Milburn deswegen weiterhin in den Minen arbeiten musste, wurde er von dem Vereinsboss Stan Seymour verpflichtet. Als der Spielbetrieb 1946 wieder aufgenommen wurde, entwickelte sich Milburn zu einem der besten Spieler für Newcastle. Durch seine 200 Tore in 395 Partien ist er der zweitbeste Vereinstorschütze aller Zeiten und rangiert nur sechs Tore hinter Alan Shearer. Dabei begann er bei den „Magpies“ zunächst als Außenstürmer, wechselte aber früh in die Mittelstürmerposition, nachdem Charlie Wayman im Oktober 1947 zum FC Southampton gewechselt war und fortan Milburn das legendäre Trikot mit der „Nummer 9“ überließ. Milburn war maßgeblich am dreifachen Gewinn des FA Cups in den Jahren 1951, 1952 und 1955 beteiligt und war zudem dreizehnfacher Nationalspieler für England, wo ihm zehn Tore gelangen. Im Juni 1957 verließ er Newcastle, um fortan in Belfast beim FC Linfield im Windsor Park das Amt des Spielertrainers zu bekleiden.
Während seiner gesamten Laufbahn kam Milburn auf 238 Tore in 492 Begegnungen. Es folgte eine kurze Trainerzeit bei Ipswich Town, bevor er nach Nordengland zurückkehrte, um als Sportjournalist für die Zeitung News of the World zu arbeiten. Er bestritt 1967 ein verspätetes Abschiedsspiel mit Newcastle, wobei er zuvor befürchtet hatte, die Anhänger des Vereins hätten ihn nach zehn Jahren vergessen. Das Spiel, in dem zahlreiche Spitzenspieler – darunter seine Neffen, das Weltmeister-Brüderpaar Bobby und Jack Charlton, sowie der ungarische Weltklassespieler Ferenc Puskás – ihr Stelldichein gaben, verfolgten dann aber tatsächlich 50.000 Zuschauer.

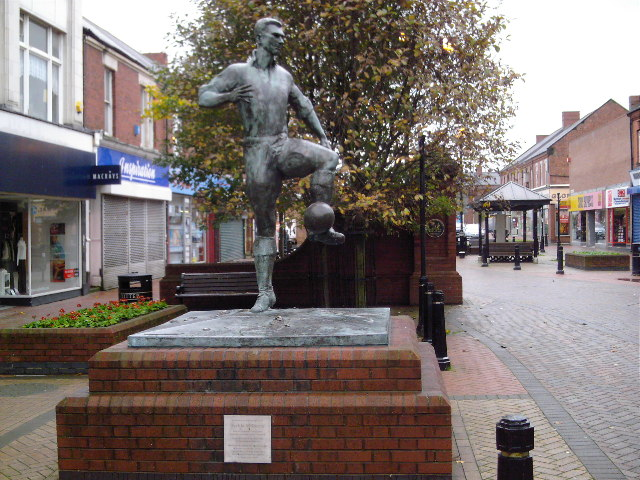
Statue von Jackie Milburn in Ashington

Abseits des Fußballfeldes war Milburn ein ruhiger und bescheidener Mensch und war gegenüber seiner Umwelt als stets freundlich bekannt. Er starb am 9. Oktober 1988 in seiner Heimatstadt Ashington im Alter von 64 Jahren an Lungenkrebs. Der anschließenden Beerdigung wohnten über 30.000 Personen bei.
Im gleichen Jahr noch eröffnete Newcastle United die neue Westtribüne im St. James Park und benannte sie nach Milburn. Zudem wurden zwei Statuen zu seinen Gedenken in Auftrag gegeben. Eine davon befindet sich heute in der Hauptstraße „Station Road“ in seiner Heimatstadt; die andere Statue steht nur eine Minute vom St. James Park entfernt in Newcastle.
Neben Jackie waren zahlreiche weitere Familienmitglieder im englischen Fußball aktiv, darunter George für Leeds United und den FC Chesterfield, Jack für Bradford City, Jimmy für Leeds United und Bradford Park Avenue sowie Stan für den FC Chesterfield, Leicester City und den AFC Rochdale. Jackie Milburns Schwester Cissie war die Mutter von Bobby und Jack Charlton.

## Erfolge
- FA-Cup-Sieger: 1950/51, 1951/52, 1954/55